# Jure Jerman
Jure Jerman, slovenski skijaš skakač. Član je SSK Velenje.
Na letaonici Čertak u Harrachovu skočio je 1996. kao predskakač 192 metra što je bio slovenski rekord.

## Vanjske poveznice
- Jure Jerman na stranicama Međunarodne skijaške federacije
- Jure Jerman  Arhivirana inačica izvorne stranice od 1. siječnja 2015. (Wayback Machine) na stranicama Međunarodne skijaške federacije, rezultati u skijaškim letovima